# Рамено (Калузька область)
Рамено (рос. Рамено) — присілок в Мосальському районі Калузької області Російської Федерації.
Населення становить 280 осіб. Входить до складу муніципального утворення Селище Раменський.

## Історія
Від 2004 року входить до складу муніципального утворення Селище Раменський.

## Населення
| 2002 | 2010 |
| ---- | ---- |
| 273  | ↗280 |